# Joseph H. Earle
Joseph H. Earle (Greenville, 1847. április 30. – Greenville, 1897. május 20.) az Amerikai Egyesült Államok szenátora (Dél-Karolina, 1897).